# Рейнстик
Рейнстик (от английски: Rain – „дъжд“, Stick – „пръчка“) е музикален перкусионен инструмент от групата на фрикционните идиофони.
Рейнстикът е бил създаден в Чили, Южна Америка. Въпреки че е тясно свързан с фолклорната музика на Чили, той добива популярност и днес много групи, които се занимават с етно-музика, го използват.
Поради своя специфичен характер намира приложение и в театъра, оперната, оперетна музика и филмовата музика, като създава звукова картина на валящ дъжд.

## Устройство
Рейнстикът представлява дълга дървена куха тръба, която има във вътрешността си зигзагобразно разположени дървени прагчета по цялата си дължина. Така се получават отвори, но на различни места. Инструментът е пълен с пясък или изсушени грахови (или бобови зърна), които преминавайки през отворите между прагчетата създават шум, имитиращ дъжд.
Традиционно се изработва от сърцевината на изсушен кактус, като външната част на инструмента се покрива с клей или смола. Днешните рейнцтикове се изработват от бамбук, а в много редки случаи пълнежа от пясък или зърна се заменя с метални топчета.

## Техника на звукоизвличане
Държи се в хоризонтално положение. Звукоизвличането става, като инструментът се обърне вертикално, за да почне да пада пълнежът във вътрешността му. Когато е нотиран точно определен ритъм, се държи в хоризонтално положение, като се накланя наляво и надясно в зависимост от времетраенето на нотните стойности.
Друга често срещана употреба на рейнстика е за създаване на звуци, подобно на маракасите.